# Istituto per il credito sportivo e culturale
L'Istituto per il Credito Sportivo e Culturale S.p.A. è una banca pubblica italiana con gestione autonoma e sede legale a Roma.
Dal 1957 ha finanziato il 75% degli impianti sportivi italiani, mentre dal 2005 la banca ha ampliato la sua sfera d'azione, iniziando a operare anche nel settore dei beni e delle attività culturali.
Il 3 luglio 2024 si è concluso il processo di trasformazione in Società per Azioni di diritto singolare dell'Istituto per il Credito Sportivo che diventa Istituto per il Credito Sportivo e Culturale S.p.A.

## Storia
L'istituto per il Credito Sportivo nasce in qualità di ente di diritto pubblico con personalità giuridica e gestione autonoma, il 24 dicembre 1957 con la legge n.1295 ad opera dell'allora Presidente della Repubblica Giovanni Gronchi. La stessa legge, pubblicata in gazzetta ufficiale n.9 del 13/01/1958, trasferì di diritto all'istituto le operazioni creditizie in carico alla Banca Nazionale del Lavoro per la gestione speciale del credito sportivo, trasferendogli inoltre i diritti, i privilegi e le facoltà spettanti alla BNL relativamente a queste operazioni.
Il primo mutuo concesso, per un importo pari a 15 milioni di lire al tasso di interesse del 5% e una commissione del 1,75%, risale al marzo del 1959 e fu destinato alla sistemazione e all'ampliamento del campo sportivo del Comune di Angri, in provincia di Salerno. Alla fine del primo esercizio, il bilancio del Credito Sportivo registrò un utile di 153 milioni di lire, con 156 mutui erogati per un importo di quasi 3 miliardi di lire.
Con l'avvento di giochi e lotterie concorrenti nel nuovo millennio, la profonda crisi che ha investito il gioco del Totocalcio, fonte principale di finanziamento per tutto il mondo sportivo, ha inevitabilmente avuto forti ripercussioni sull'istituto che si è visto ridurre sensibilmente la quota parte delle scommesse ad esso destinata. Nel 2005 si arrivò a un radicale cambiamento nell'assetto statutario dell'Istituto (approvato dal Ministero per i Beni e le Attività Culturali) che, pur mantenendo inalterato il suo impegno in favore dello sport, ha ampliato la sua operatività, prevedendo la possibilità di operare anche in ambito culturale (riqualificazione beni artistici e immobili destinati ad attività culturali).
Dal 2011, per problematiche legate alla governance, l'Istituto per il Credito Sportivo è sottoposto ad Amministrazione Straordinaria (ex art. 70, comma 6, del TUB, secondo il decreto del Ministero dell'economia e delle finanze del 28 dicembre 2011) da cui la nomina di due commissari: Paolo D'Alessio e Marcello Clarich. Quest'ultimo nell'agosto del 2014 ha rassegnato le dimissioni per assumere la presidenza della Fondazione Monte dei Paschi di Siena. Il vigente statuto è stato emanato il 24 gennaio 2014 con decreto interministeriale.
Dopo oltre sei anni di commissariamento, nel marzo 2018 si è insediato il nuovo vertice: presidente Andrea Abodi, dal 2010 al 2017 capo della Lega B; direttore generale è stato nominato l'ex commissario Paolo D'Alessio, sostituito nell'ottobre 2020 da Lodovico Mazzolin.
Nell'ottobre 2022, a seguito della nomina di Andrea Abodi a Ministro per lo Sport e i Giovani, Antonella Baldino, membro del Consiglio di Amministrazione di ICS, assume le funzioni di Presidente ai sensi dell'art. 12, comma 4 dello Statuto. 
A settembre 2023, Beniamino Quintieri viene nominato dal Ministro per lo Sport e i Giovani, di concerto con il Ministro dell'Economia e delle Finanze e il Ministro della Cultura, nuovo Presidente del Consiglio d'Amministrazione dell'Istituto per il Credito Sportivo. 
Il 6 dicembre 2024 Antonella Baldino viene nomiata Amministratore Delegato e Direttore Generale dell'Istituto per il Credito Sportivo e Culturale S.p.A.

## Capitale
Il capitale dell'Istituto ammonta a 835.528.692,00 euro, suddiviso in quote del valore unitario di 1 euro. Esso è ripartito fra i partecipanti secondo le seguenti percentuali:
- Ministero dell'economia e delle finanze 80,438%
- Sport e Salute S.p.A. 6,702%
- Cassa Depositi e Prestiti S.p.A. 2,214%
- Banca Nazionale del Lavoro S.p.A. 1,724%
- Dexia Crediop S.p.A. 3,110%
- Assicurazioni Generali S.p.A. 1,336%
- Banca Monte dei Paschi di Siena S.p.A. 1,480%
- Intesa Sanpaolo S.p.A. 1,264%
- UniCredit S.p.A. 1,264%
- Banco di Sardegna S.p.A. 0,468%

Dato aggiornato al 10 marzo 2018

## Operatività
L'Istituto opera con ogni soggetto pubblico o privato che persegua finalità sportive, ricreative e di sviluppo dei beni e delle attività culturali. ICSC ha così previsto negli anni più contribuzioni in conto interessi per interventi al sud, nei piccoli comuni (popolazione inferiore a 3.000 abitanti), nelle zone alluvionate, terremotate, in zone depresse e nelle aree “carenti di impianti sportivi”. Particolarmente meritori anche i “grandi impianti” realizzati per divenire centri di preparazione olimpica, sedi di grandi eventi sportivi nazionali e internazionali. Sono stati inoltre stanziati contributi anche a favore della messa a norma di impianti sportivi o per opere relative all'abbattimento di barriere architettoniche.

## Fondi speciali
L'istituto per il credito Sportivo gestisce e amministra due fondi speciali, a titolo gratuito.

### Finanziamenti all'impiantistica sportiva
L'Istituto può concedere contributi in conto interessi sui finanziamenti per finalità sportive utilizzando, nel rispetto delle procedure fissate dal Comitato di Gestione dei Fondi Speciali, le disponibilità di un Fondo speciale costituito presso l'Istituto medesimo, previsto dall'articolo 5 della legge 24 dicembre 1957, n. 1295 e alimentato con il versamento da parte dell'Agenzia delle Dogane e dei Monopoli dell'aliquota a esso spettante, a norma dell'articolo 5 del Regolamento di cui al decreto del Ministro dell'Economia e delle Finanze 19 giugno 2003, n. 179. I contributi sono concessi previo parere tecnico del CONI sul progetto presentato dagli enti richiedenti.

### Mutui per l'impiantistica sportiva
Ai sensi dell'articolo 90, comma 12, della legge 27 dicembre 2002, n. 289 e successive modificazioni, presso l'Istituto è istituito il Fondo di Garanzia per la fornitura di garanzia per i mutui relativi alla costruzione, all'ampliamento, all'attrezzatura, al miglioramento o all'acquisto di impianti sportivi, ivi compresa l'acquisizione delle relative aree, da parte di società o associazioni sportive, nonché di ogni altro soggetto pubblico e privato che persegua anche indirettamente finalità sportive. Il Fondo è gestito in base a criteri proposti dall'Istituto e approvati dal Presidente del Consiglio dei Ministri, o dall'Autorità di Governo con la delega allo sport, ove nominata, sentito il CONI e in base a criteri e modalità di gestione previsti dallo Statuto. Al Fondo possono essere destinati nuovi apporti conferiti direttamente o indirettamente dallo Stato e da Enti Pubblici. L'Istituto amministra in gestione separata gli importi di cui all'articolo 1, comma 303, della legge 27 dicembre 2013, n. 147, in base ai criteri stabiliti dalla medesima disposizione.